# گنک
{{جعبه اطلاعات روستای ایران
|نام‌رسمی=گنک
|روی‌نقشه=آری
|عرض‌جغرافیایی =۲۷٫۲۴۳۱۳۳۶
|طول‌جغرافیایی =۶۲٫۰۴۹۱۵۴۵
|تصویر=
|اندازه‌تصویر=
|برچسب‌تصویر=
|استان=سیستان و بلوچستان
|شهرستان=سیب و سوران
|بخش=مرکزی
|دهستان=سیب و سوران
|نام‌محلی=
|نام‌های‌دیگر=
|نام‌های‌قدیمی=
|سال‌بنیاد=
|جمعیت =۱٬۶۱۱ نفر(۱۳۹۵)
|رشدجمعیت=۱۴٪+ (۵سال)
|تراکم‌جمعیت=
|مساحت=
|ارتفاع=
|میانگین‌دما=
|میانگین‌بارش‌سالانه=
|شمارروزهای‌یخبندان=
|ره‌آورد=
|کد آماری    =۱۹۸۷۰۶
|پیش‌شماره=
|وبگاه=
|جمله‌خوشامد=
|پانویس=روستایی در که دارای فلکه کشتارگاه گنک  بخش مرکزی شهرستان سیب و سوران در استان سیستان و بلوچستان ایران است.

## جمعیت
بر پایه سرشماری عمومی نفوس و مسکن در سال ۱۳۹۵، جمعیت این روستا برابر با ۱٬۶۱۱ نفر (۴۱۷ خانوار) بوده‌است.